# Filmworks XXIII: El General
Filmworks XXIII: El Genera je soundtrack k filmu El General z roku 2009. Jedná se o třiadvacátou část série Filmworks Johna Zorna. Album vyšlo v únoru 2009 pod hlavičkou vydavatelství Tzadik Records a jeho producentem byl John Zorn.

## Seznam skladeb
| Pořadí | Název                        | Délka |
| ------ | ---------------------------- | ----- |
| 1.     | Los Cristeros                | 4:26  |
| 2.     | El General                   | 4:56  |
| 3.     | Besos De Sangre              | 7:25  |
| 4.     | Maximato                     | 2:51  |
| 5.     | Soviet Mexico                | 3:42  |
| 6.     | Lagrimas Para Ti             | 2:58  |
| 7.     | Mala Suerte                  | 5:44  |
| 8.     | Exilio                       | 3:21  |
| 9.     | Recuerdos                    | 2:58  |
| 10.    | Besos De Sangre (Piano Trio) | 5:45  |
| 11.    | Exactamente Eso              | 5:29  |

## Obsazení
- Rob Burger – klavír, akordeon
- Greg Cohen – kontrabas
- Marc Ribot – elektrická kytara, akustická kytara
- Kenny Wollesen – bicí, vibrafon, basmarimba